# 물은 생명이다

《민영방송 공동 기획 물은 생명이다》는 SBS TV에서 매주 금요일 오전 10시 30분에 방영된 교양 프로그램이다.

## 프로그램 소개
SBS, 지역민영방송이 공동 제작하여 만든 사회 공헌 프로그램

## 방송 시간
| 방송 채널 | 방송 기간                          | 방송 시간                            |
| --------- | ---------------------------------- | ------------------------------------ |
| SBS TV    | 2001년 1월 12일 ~ 2001년 1월 19일  | 매주 금요일 오후 5시 20분 ~ 6시 20분 |
| SBS TV    | 2001년 1월 26일 ~ 2001년 2월 23일  | 매주 금요일 오후 5시 20분 ~ 5시 50분 |
| SBS TV    | 2001년 3월 2일 ~ 2002년 1월 18일   | 매주 금요일 오후 5시 45분 ~ 6시 15분 |
| SBS TV    | 2002년 1월 25일 ~ 2002년 5월 17일  | 매주 금요일 오후 5시 45분 ~ 6시 10분 |
| SBS TV    | 2002년 5월 24일 ~ 2003년 5월 9일   | 매주 금요일 오후 5시 45분 ~ 6시 10분 |
| SBS TV    | 2003년 5월 16일 ~ 2003년 7월 18일  | 매주 금요일 오후 5시 25분 ~ 5시 50분 |
| SBS TV    | 2003년 7월 25일 ~ 2003년 8월 8일   | 매주 금요일 오후 5시 25분 ~ 6시      |
| SBS TV    | 2003년 8월 22일 ~ 2003년 9월 26일  | 매주 금요일 오후 5시 35분 ~ 6시      |
| SBS TV    | 2003년 10월 10일                   | 매주 금요일 오후 5시 25분 ~ 6시      |
| SBS TV    | 2016년 1월 4일 ~ 2016년 4월 18일   | 매주 월요일 오후 4시 ~ 4시 30분      |
| SBS TV    | 2016년 4월 27일 ~ 2016년 12월 28일 | 매주 수요일 오전 11시 30분 ~ 낮 12시 |
| SBS TV    | 2017년 1월 6일 ~ 2017년 2월 3일    | 매주 금요일 오후 3시 30분 ~ 4시      |
| SBS TV    | 2017년 2월 12일 ~ 2017년 5월 28일  | 매주 일요일 아침 6시 40분 ~ 7시 10분 |
| SBS TV    | 2017년 6월 4일 ~ 2023년 12월 24일  | 매주 일요일 아침 6시 10분 ~ 6시 40분 |
| SBS TV    | 2023년 12월 29일 ~ 2025년 5월 30일 | 매주 금요일 오전 10시 30분 ~ 11시    |

## 타이틀 변천사
| 기수 | 프로그램 타이틀                  | 방송 기간                   |
| ---- | -------------------------------- | --------------------------- |
| 1기  | SBS 대국민 약속 물은 생명이다    | 2001년 1월 12일 ~ 일자 미상 |
| 2기  | 민영방송 공동 기획 물은 생명이다 | 일자 미상 ~ 2025년 5월 30일 |

## 결방
- 2025년 4월 4일 : 《SBS 뉴스특보》 편성으로 인해 결방

## 같이 보기
- 시청자 제보 물은 생명이다